# GS1
GS1 es una organización privada dedicada a la elaboración y aplicación de servicios mundiales y soluciones para mejorar la eficiencia y visibilidad de las cadenas de abastecimiento, la oferta y la demanda a nivel mundial y en todos los sectores. GS1 es una organización integrada a nivel mundial por varias y distintas empresas privadas de otros tantos países y que para efectos de comercio utilizan el nombre de GS1, es decir asociados en un proceso similar a franquicias, esta forma de trabajo les ha permitido asociar a numerosas empresas en más de 140 países, con más de 42 años de experiencia en los estándares mundiales. GS1 ofrece una gama de productos, servicios y soluciones fundamentalmente a mejorar la eficiencia y visibilidad de las cadenas de la oferta y la demanda. El sistema de normas GS1 es el más ampliamente utilizado en la cadena de suministro en el mundo.[cita requerida]
En el año 2005 la asociación EAN (European Article Number) se ha fusionado con la UCC (Uniform Code Council) para formar una nueva y única organización mundial identificada como GS1, con sede en Bruselas, Bélgica. Existe una representación de GS1 en varios países a nivel mundial.
GS1 opera en varios sectores e industrias:
- GS1 BarCodes (códigos de barras)
- GS1 eCom (comercio electrónico)
- GS1 GDSN (Red Mundial de Sincronización de Datos)
- EPCglobal (Código Electrónico de Productos)

## Nombre
GS1 es el nombre con el que se conoce a EAN Internacional (oficinas principal en Bruselas, Bélgica) a partir de febrero de 2005. Las cerca de 150 organizaciones miembros de GS1 también cambiarán su denominación con la finalidad de ser identificadas en cualquier parte del mundo como las organizaciones número uno en estándares mundiales para la cadena de abastecimiento y comercialización.

## Aliados estratégicos
- International Organization for Standardization (ISO)
- United Nations/Electronic Data Interchange For Administration, Commerce, and Transport (UN/EDIFACT)
- Global Commerce Initiative (GCI)
- International Standard Book Number (ISBN)
- International Standard Serial Number) (ISSN)
- International Standard Music Number (ISMN)
- Association for Automatic Identification and Mobility (AIM)